# Institut für Rechts- und Kriminalsoziologie
Das Institut für angewandte Rechts- und Kriminalsoziologie (kurz: IRKS) ist seit März 2021 ein in Wien ansässiges Institut der Universität Innsbruck. Davor war es als "Institut für Rechts- und Kriminalsoziologie" ein außeruniversitäres Forschungsinstitut.
Das Institut widmet sich der kritischen Analyse von Recht und Kontrolle und zählt zu den führenden Instituten in der europäischen Sicherheitsforschung. Es wurde 1973 in Wien von Heinz Steinert gegründet und vom österreichischen Justizministerium unter Christian Broda finanziell gefördert. Zeitweise war es Mitglied der Ludwig-Boltzmann-Gesellschaft. Bis Anfang 2021 wurde das Institut von einem Verein getragen und hat sich aus der Einwerbung von Forschungsmitteln finanziert. Seit 1. März 2021 ist es Teil der Fakultät für Soziale und Politische Wissenschaften der Universität Innsbruck und bietet ab dem Wintersemester 2021/22 dort auch Lehrveranstaltungen an.
Zu den langjährigen Mitarbeitern des Instituts gehören international anerkannte Kriminologen und Rechtssoziologen wie Arno Pilgram, Wolfgang Stangl (†), Christa Pelikan oder Reinhard Kreissl. Heute wird das Institut von Hemma Mayrhofer als Institutsleiterin und Veronika Hofinger und Walter Hammerschick als Stellvertreter geführt.

## Ausgewählte Publikationen
- Online Studien und Forschungsberichte des Institutes
- Morgenstern, Christine; Hammerschick, Walter; Rogan, Mary (2024): European Perspectives on Pre-trial detention. A Means of last Resort. London; New York [u.a.]: Routledge.
- Hofinger, Veronika; Pflegerl, Philipp (2024): A reality check on the digitilisation of prisons: Assessing the opportunities and risks of providing digital technologies for prisoners. Punishment and Society 26(5), 898–916.
- Hemma Mayrhofer: Stigmatisierende Deutungsrahmen und institutionalisierte Verantwortungslosigkeit. Strukturelle Ermöglichungsbedingungen für Gewalt und Vernachlässigung von Kindern und Jugendlichen in stationärer Unterbringung in der jüngeren Geschichte Wiens. Österreichisches Jahrbuch für Soziale Arbeit 1, S. 22-48, 2019
- Walter Fuchs: Erkundung der Theorielandschaft – Klassische rechtssoziologische Ansätze, in: Boulanger, Christian/Rosenstock, Julika/Singelnstein, Tobias (Hg.), Interdisziplinäre Rechtsforschung – Eine Einführung in die geistes- und sozialwissenschaftliche Befassung mit dem Recht und seiner Praxis, Springer VS, Wiesbaden, S. 31–68, 2019
- Hemma Mayrhofer u.a.: Erfahrungen und Prävention von Gewalt an Menschen mit Behinderungen. Studie im Auftrag des BMASGK. Wien: Forschungsbericht (mit Beiträgen von Anna Schachner, Sabine Mandl, Walter Fuchs, Seidler Yvonne u.a.), 2019
- Hemma Mayrhofer (Hg.): Wirkungsevaluation mobiler Jugendarbeit. Methodische Zugänge und empirische Ergebnisse. Opladen, Berlin, Toronto: Verlag Barbara Budrich, 2017
- Veronika Hofinger: Mission Impossible? The professionalisation of Austrian probation between desistance and “what works”. European Journal of Probation 11(1), 1–13, 2019
- Walter Fuchs, Veronika Hofinger und Arno Pilgram: Vom Wert quantitativer Methoden für eine kritische Kriminologie, Kriminologisches Journal, S. 5–23, 2016
- Heinz Steinert: Max Webers unwiderlegbare Fehlkonstruktionen. Die Protestantische Ethik und der Geist des Kapitalismus, Campus Verlag, Frankfurt am Main, New York 2010
- Arno Pilgram u. a. (Hrsg.): Gefährliche Menschenbilder. Biowissenschaften, Gesellschaft und Kriminalität, Nomos Verlag, Baden-Baden 2010.
- Reinhard Kreissl (Hrsg.), Policing in context: rechtliche, organisatorische, kulturelle Rahmenbedingungen polizeilichen Handelns, Wien, Berlin, Münster, 2008
- Christa Pelikan u. a.: Die Welt der Mediation, Alekto Verlag, Berlin 1998
- Heinz Steinert (mit Gerhard Hanak und Johannes Stehr): Ärgernisse und Lebenskatastrophen. Über den alltäglichen Umgang mit Kriminalität. AJZ-Verlag, Bielefeld 1989
- Wolfgang Stangl: Wege in eine gefängnislose Gesellschaft: über Verstaatlichung und Entstaatlichung der Strafjustiz, Verlag der österr. Staatsdruckerei, Wien 1988